# Dommeldal (Waalre)
Het Dommeldal (bij Waalre) is een Nederlands natuurgebied van de Vereniging Natuurmonumenten in de gemeenten Waalre en deels Eindhoven.
De Dommel ontspringt in de buurt van het Belgische Helchteren en mondt bij 's-Hertogenbosch via de Dieze in de Maas.
Op meerdere plaatsen in en langs dit beekdal zijn min of meer omvangrijke natuurreservaten gesticht, waaronder bij Waalre.

## De Hogt
In 1929 kocht Natuurmonumenten de Hogt, een gebied van 11 ha langs de Dommel, vooral wegens het voorkomen van een aantal zeer zeldzame planten, waaronder de zomerschroeforchis. Het gebied verdroogde echter en de zeldzaamheden verdwenen.
Natuurmonumenten leerde mede hierdoor dat men zich beter kon toeleggen op het beschermen van grote aaneengesloten gebieden. In 1968 werd het Knooppunt De Hogt, dat de A67 met de Randweg Eindhoven verbindt, pal naast dit terrein aangelegd. In 2008/2009 werd dat knooppunt nog verder uitgebouwd.

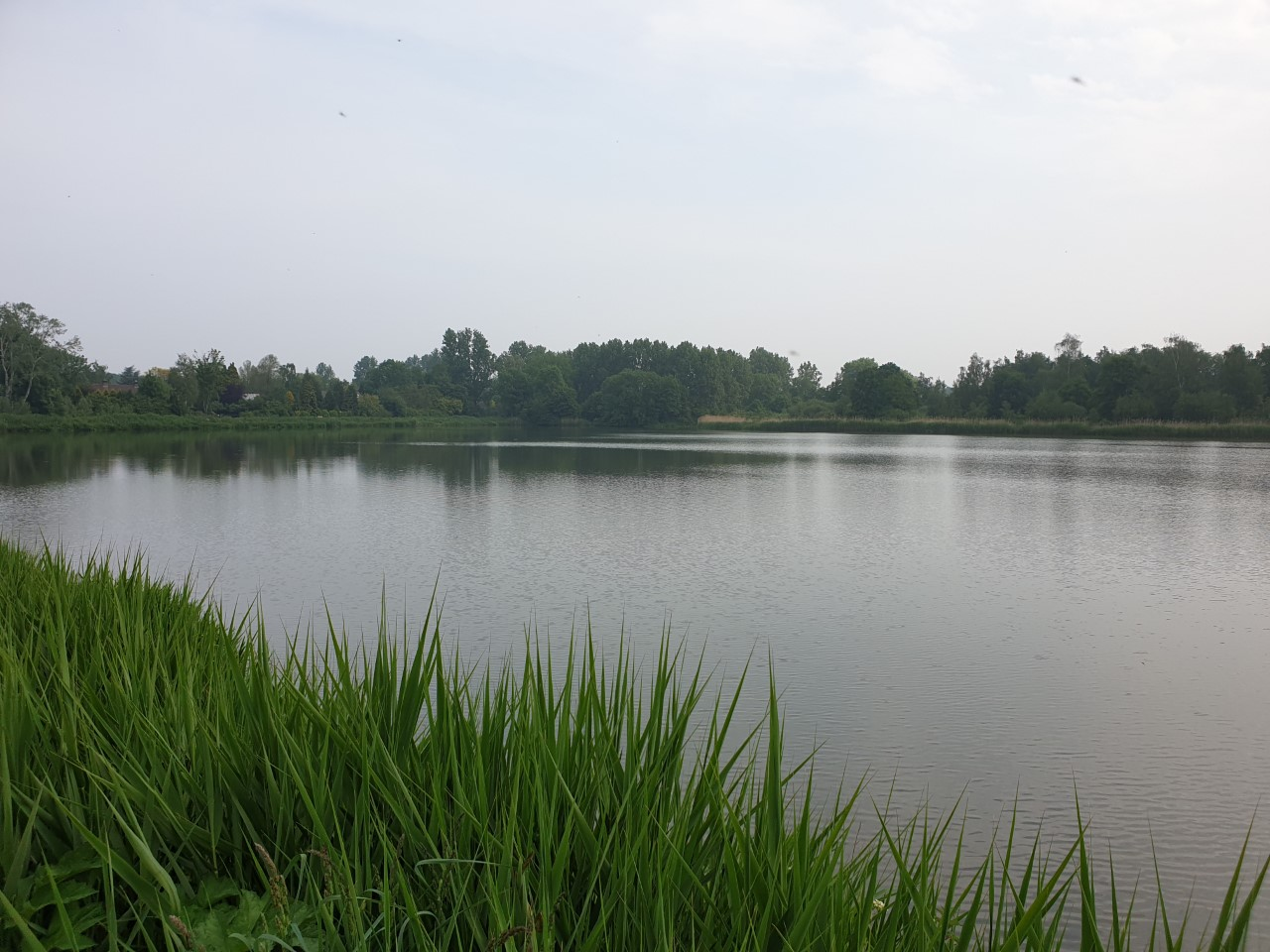
Klotputten in de Eindhovense wijk Hanevoet

## Dommeldal-Zuid
Het gebied in Gestel (Eindhoven) heeft de naam Dommeldal-Zuid om het Waalres deel niet te verwarren met die van Eindhoven. Deze strekt zich uit vanaf Knooppunt De Hogt tot achter de High Tech Campus Eindhoven.

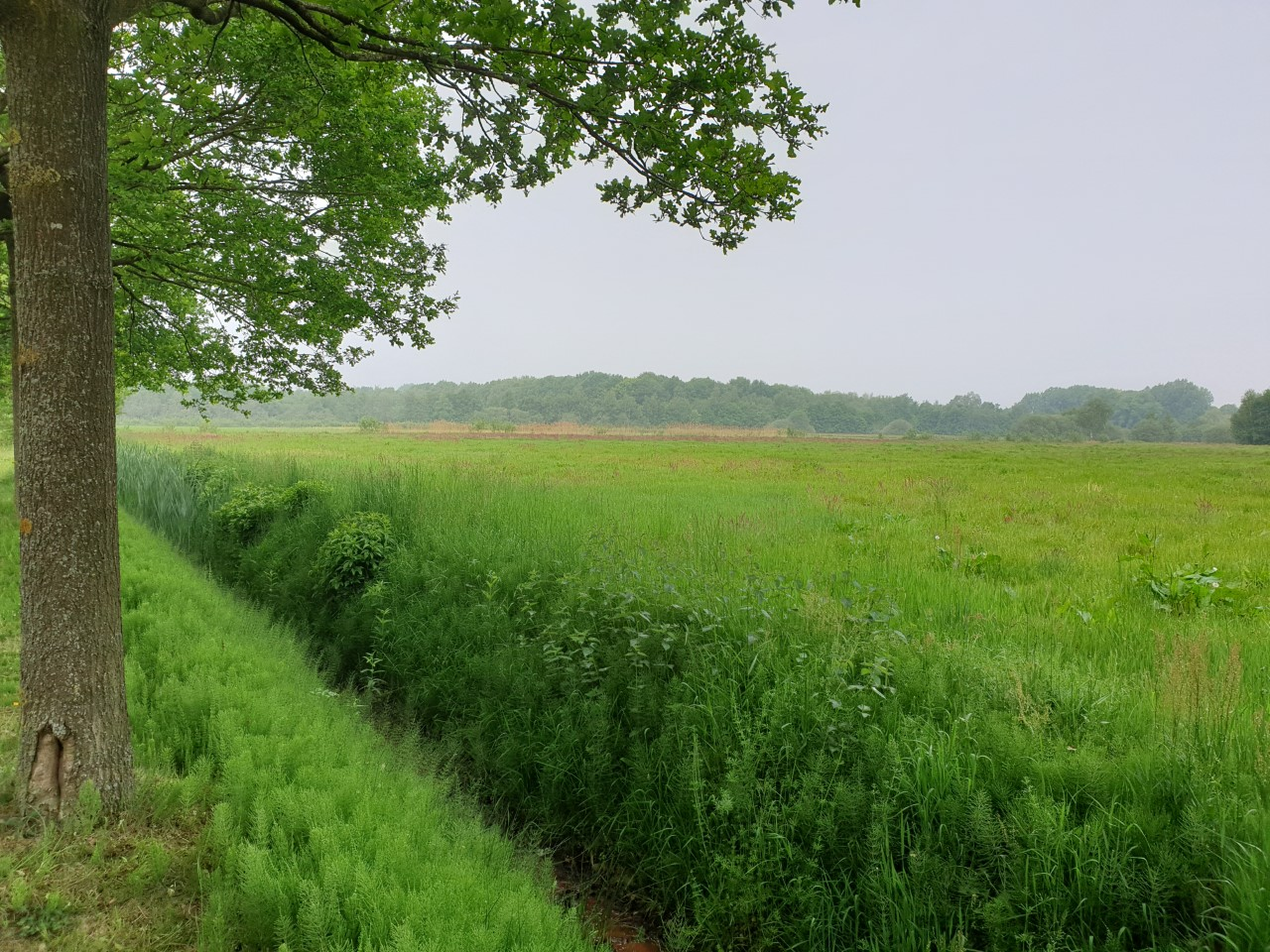
Dommeldal-Zuid Eindhoven

## Elshouters
Daarna begon Natuurmonumenten met de aankoop van percelen bos en weiland in de Elshouters, de Heuvelse putten en omgeving. Deze gebieden liggen langs de Dommel en Keersop tussen de Volmolen bij Waalre en Dommelen.